# Сарказм
Сарказм (від грец. σαρκασμός, дос. «розривати м'ясо») — зла й уїдлива насмішка, вищий ступінь іронії, троп і засіб комічності, в основі якого лежить гострий дошкульний глум, сповнений зневаги. Сарказм заснований не лише на посиленому контрасті між тим, що розуміється і тим, що висловлюється, але і на безпосередньому навмисному оголенні того, що розуміється.
На відміну від іронії сарказм нічим не прикритий. Це аморальні речі, різко негативні.
Сарказм, застосовують, коли прагнуть висміяти щось або когось, з навмисним перебільшенням як вид сатири, того що є огидним, до того ж можливо навіть незрозумілим для цієї людини або групи людей. Тобто можна назвати щось потворне - гарним, щоб акцентувати на це певну увагу і висміяти таким чином.
Саме коли сарказм несподіваний та доцільний, тоді він вдалий. Приклади життєвих саркастичних виразів: Ви збираєтеся з друзями на природу, але вважаєте, що розташуватися біля річки не найкраща ідея: «Чудове місце, щоб нагодувати комарів!»

## Властивості
Сарказм — жорстка насмішка, яка може відкриватися позитивним судженням, але в цілому завжди містить негативне забарвлення і вказує на недолік людини, предмета або явища, тобто того, щодо чого відбувається. Сарказм містить в собі боротьбу з ворожими явищами дійсності через осміяння їх. Нещадність, різкість викриття — відмітна особливість сарказму. На відміну від іронії, в сарказмі знаходить своє вираження вищий ступінь обурення, ненависть.
Сарказм ніколи не є характерним прийомом гумориста, який, виявляючи смішне насправді, зображує її завжди з певною часткою симпатії й співчуття.
Завдяки своїй безпосередній ударності, сарказм є формою викриття, однаковою мірою властивою публіцистиці, полеміці, ораторській промові, художній літературі.
Саме тому сарказм особливо широко використовується в умовах гострої політичної боротьби. Розвинене політичне життя Греції та Риму породило високі зразки сарказму у Демосфена, Цицерона і Ювенала.
Глибоким сарказмом була просякнута творчість великих борців молодої буржуазії проти феодалізму.
Ф. Рабле, гуманіст, який боровся проти скутості свідомості теологією і схоластичною наукою, стріли свого сарказму спрямовує проти схоластичних вчених, утворюючи від слова «Сорбонна» глузливі «сорбонята», «сорбоніди» і т. д. М.-Ф. Вольтер широко використовував прийом сарказму для викриття церкви та її служителів у своїх памфлетах і особливо в «Орлеанській діві».
У памфлетах Вольтера сарказм на адресу церкви підіймався до патетики обурення в часто повторюваній кінцівці: «Ecrasez l'infâme» («розчавіть гадину»). Надзвичайною розмаїтістю вирізняються сарказми Дж. Свіфта в його викритті окремих царин суспільного життя сучасної йому Англії.
До сарказму вдавався Т. Г. Шевченко: Сон, Кавказ, Юродивий.
Приклади сарказмів:
- Нескінченні лише Всесвіт і дурість людська, при цьому, щодо Всесвіту, у мене є сумніви (Альберт Ейнштейн)